# Jennifer Oeserová
Jennifer Oeserová (* 29. listopadu 1983, Brunsbüttel, Šlesvicko-Holštýnsko) je německá atletka, jejíž specializací je sedmiboj.
V roce 2003 se stala v polské Bydhošti mistryní Evropy do 23 let. V roce 2006 na evropském šampionátu v Göteborgu skončila těsně pod stupni vítězů, na čtvrtém místě s počtem 6 376 bodů. Z bronzu se naopak radovala její reprezentační kolegyně Lilli Schwarzkopfová, která měla v konečném součtu o 44 bodů více.
Na domácím MS v Berlíně získala stříbro i díky osobním rekordům v běhu na 200 metrů a v kouli. Před závěrečnou disciplínou byla třetí a přestože v běhu na 800 metrů klopýtla a upadla, nakonec doběhla a posunula se o příčku výše. Celkovým součtem 6 493 bodů si vytvořila nový osobní rekord. Mistryní světa se stala Jessica Ennisová z Velké Británie, která nasbírala o 238 bodů více.

## Úspěchy
| Rok  | Závod                              | Místo             | Umístění | Výkon |
| ---- | ---------------------------------- | ----------------- | -------- | ----- |
| 2002 | Mistrovství světa juniorů          | Kingston, Jamajka | 8.       | 5 405 |
| 2003 | Mistrovství Evropy do 23 let       | Bydhošť, Polsko   | 1.       | 5 901 |
| 2006 | Mistrovství Evropy v atletice 2006 | Göteborg, Švédsko | 4.       | 6 376 |
| 2007 | Mistrovství světa v atletice 2007  | Ósaka, Japonsko   | 7.       | 6 378 |
| 2008 | Letní olympijské hry 2008          | Peking, Čína      | 11.      | 6 360 |
| 2009 | Mistrovství světa v atletice 2009  | Berlín, Německo   | 2.       | 6 493 |

## Osobní rekordy
- pětiboj (hala) – 4 423 bodů – 1. února 2009, Hamburk
- sedmiboj (dráha) – 6 683 bodů – 31. července 2010, Barcelona